# Dragon Ball GT
Dragon Ball GT (Tiếng Nhật:ドラゴンボール GT ,Hepburn: Doragon Bōru Jī Tī )  là loạt anime truyền hình của Nhật Bản được phát trên đài truyền hình Fuji TV vào ngày 2 tháng 2 năm 1996 và tiếp tục phát đến ngày 19 tháng 11 năm 1997. Gồm 64 tập,là một phần ngoại truyện được nhường quyền từ tác phẩm Dragon Ball của Toriyama Akira. phần cốt truyện và nhân vật được thực hiện bởi Toriyama nhưng chỉ ở một số tập,phần lớp các tập đều là do Nhóm người trong tập thể Toei Animation làm ra,không giống như Dragon Ball và Dragon Ball Z , Dragon Ball GT không chuyển thể từ manga mà là phần phim độc quyền nối Tiếp cốt truyện của Dragon Ball Z .Dragon Ball GT lấy bối cảnh sau 10 năm sau khi Goku nhận Uub tức hiện thân con người của Majin Buu làm học trò của mình, Goku bị biến trở thành một đứa trẻ bởi đại vương Pilaf và tham gia vào cuộc hành trình tìm kiếm ngọc rồng khắp vũ trụ nhằm trở lại hình dáng ban đầu.

## Cốt truyện

### Mùa 1: Black Star Dragon Ball Saga (1-16)
Đã năm năm trôi qua kể từ khi Goku tham gia hành trình huấn luyện cùng Uub. Khi Uub, lúc này 15 tuổi, đang trải qua kỳ thi cuối cùng trong quá trình đào tạo sau khi nhận được lời dạy của Goku, nhóm của Pilaf biết được sự tồn tại của một viên ngọc rồng mới và bước vào ngôi đền. Shenron khổng lồ xuất hiện từ "Viên ngọc rồng tối thượng" màu đen và đúng lúc tưởng chừng như tham vọng của băng đảng Pilaf sẽ thành hiện thực thì Goku xuất hiện, còn Shenron, người hiểu nhầm lời của Pilaf, đã biến Goku thành một đứa trẻ. Hơn nữa, những viên ngọc rồng tối thượng đã đáp ứng mong muốn của họ sẽ bay vào không gian, nhưng hóa ra nếu chúng không được thu thập và quay trở lại vị trí ban đầu trong vòng một năm, Trái đất sẽ nổ tung. Goku khởi hành vào không gian cùng Pan và Trunks để thu thập các viên ngọc rồng.

### Mùa 2: Baby Saga (17-40)
Goku và những người bạn cố gắng thoát khỏi sự tấn công dữ dội của Tướng Rild, người điều khiển M2, nhưng Trunks tiết lộ tham vọng mới của mình. Đó là sự tồn tại của một "đứa bé" được tạo ra bởi Tiến sĩ Mu, nhà khoa học vĩ đại nhất vũ trụ. Mặc dù anh đã có thể chống lại chúng một lần nhưng anh không may trốn thoát do các tế bào Tufuru chiếm hữu Mu. Baby xuất hiện trên Trái đất và lần lượt chiếm lấy cơ thể của Gohan, Goten và Vegeta, tẩy não tất cả người Trái đất và bạn bè ngoại trừ Goku, Pan, Mr. Satan , Buu và Uub, và cuộc trả thù của anh ta chống lại người Saiyan Goku cuối cùng đã trở lại Trái đất, nhưng ngay cả Super Saiyan 3 cũng không thể sánh được với Super Baby, người đã hấp thụ sức mạnh Saiyan. Baby đánh cắp viên ngọc rồng tối thượng từ Goku và những người bạn của anh ấy rồi sử dụng nó để hồi sinh Hành tinh Tsufuru. Tức giận vì điều này, Uub trở thành Super Uub, người đồng hóa với ông Buu (trước đây là Majin Buu), và phản công bằng một tia sáng chết người. Trong khi đó, Goku trốn thoát khỏi Không gian Sugoroku, tái sinh chiếc đuôi của mình ở Vương quốc Kaioshin và đứng trên Hành tinh Tsufuru. Anh ta từng mất lý trí và biến thành một con vượn lớn và nổi cơn thịnh nộ, nhưng khi bị Pan ngăn lại, anh ta biến thành Super Saiyan 4. Baby cũng trở thành một con vượn lớn và đối đầu với Goku. Trong lúc đó, anh chia sẻ sức mạnh Saiyan của mình với Gohan và những người bạn của anh, những người đã lấy lại được sự tỉnh táo và áp đảo Great Ape Baby. Anh ta trở thành một chàng trai trẻ và đẩy lùi Baby đang chạy trốn bằng làn sóng Kamehameha gấp 10 lần. Tuy nhiên, do những viên ngọc rồng tối thượng đã được Baby sử dụng và rải rác khắp vũ trụ nên số phận Trái đất phát nổ là điều không thể tránh khỏi. Goku trở thành Super Saiyan 4 và sử dụng dịch chuyển tức thời để di chuyển mọi sinh vật trên Trái đất đến Hành tinh Tsufuru, nhưng Piccolo đã cung cấp cho Goku đủ năng lượng để dịch chuyển tức thời một lần nữa, chia sẻ số phận của mình với Trái đất và viên ngọc rồng tối thượng là... Nó trở thành một hòn đá . Sau đó, Trái đất được hồi sinh và hòa bình được lập lại nhờ các viên ngọc rồng từ Hành tinh Namek.

### Mùa 3: Super Android 17 Saga (41-47)
Hòa bình trở lại trong một thời gian ngắn, nhưng ở sâu trong địa ngục, nhà khoa học vĩ đại nhất Trái đất, Tiến sĩ Gero và Muu hợp tác để âm mưu trả thù Goku bằng Android 17 . Do phản ứng cộng hưởng giữa "Số 17 mới" được hoàn thành với sự hợp tác của Gero và Mu và Số 17 của thế giới này, thế giới bên kia (địa ngục) và thế giới này (thế giới này) được kết nối với nhau, và Những kẻ thù mạnh mẽ và những kẻ phản diện từng bị Goku và những người khác đánh bại đều được hồi sinh. Goku tiến vào Địa ngục nơi Cell và Frieza đang chờ đợi, nhưng hóa ra đó lại là một cái bẫy do Gero và những người khác giăng ra. Trong khi đó, ở thế giới nơi Trunks, Vegeta và các chiến binh khác đối đầu với những kẻ phản diện của Địa ngục, hai người 17 tuổi kết hợp để tạo ra Android tối thượng, Super 17, người lần lượt đánh bại các chiến binh của thế giới này. Goku chiến đấu chống lại Cell và Frieza nhưng không thể trốn thoát và với sự giúp đỡ của Piccolo và Dende, anh quay trở lại thế giới này và đối đầu với Siêu số 17. Ngay cả Super Saiyan 4 cũng không thể sánh được với Super No. 17, người hấp thụ năng lượng và tăng sức mạnh cho bản thân, nhưng Super Saiyan 4 đã chiến đấu trở lại để trả thù cho Krillin. Goku sau đó phát hiện ra rằng mình không có khả năng tự vệ khi hấp thụ năng lượng và đánh bại Siêu số 17 bằng một loạt đòn tấn công của Ryuken và Kamehameha.

### Mùa 4: Shadow Dragon Saga (48-64)
Những viên ngọc rồng mà Goku và những người bạn thu thập được để đối phó với số 17 sau chiến tranh đã có một vết nứt. Khi anh cố gắng gọi Shenron trong lúc đang lo lắng, "Rồng khói đen" độc ác xuất hiện cùng với tiếng ầm ầm. Rồng Khói Đen phớt lờ mong muốn của Goku và chia thành bảy "con rồng ác" sống rải rác khắp thế giới. Goku và những người bạn của mình tìm ra nhiều điểm yếu khác nhau trước con rồng độc ác, kẻ thao túng các thế lực tự nhiên như lửa, gió và điện, đồng thời cố gắng tiêu diệt toàn bộ thế giới bằng năng lượng tiêu cực và đánh bại chúng lần lượt. Sau trận chiến khốc liệt với Ichisei Ryu, kẻ âm mưu hủy diệt Trái đất, Goku và những người bạn của mình phải phó mặc cho sức mạnh to lớn của Super Issei Ryu, kẻ đã bắt được sáu viên ngọc rồng. Ngay khi tình hình có vẻ như đang rơi vào tình thế tuyệt vọng, Goku, người được cho là đã chết, đứng dậy và năng lượng từ khắp vũ trụ tập trung xung quanh anh ta. Super Ultra Genkidama đã hoàn thành đã tiêu diệt Issei Ryu trong chớp mắt. Khi hòa bình trở lại và những người bạn của Goku chạy đến chỗ anh ta, người đã cạn kiệt sức mạnh, Shenron đột nhiên xuất hiện từ những viên ngọc rồng được hồi sinh và nói với mọi người, ``Chúng ta không thể để họ sử dụng những viên ngọc rồng nữa.'' Goku, người sống sót nhờ sức mạnh của Shenron, đã thực hiện ước nguyện cuối cùng của mình là hồi sinh mọi người, sau đó Shenron rời đi trước mặt mọi người cùng với Goku trên tàu.

## Tổng quan
| Saga | Saga | Saga                        | Số tập | Ngày phát sóng gốc                   |
| ---- | ---- | --------------------------- | ------ | ------------------------------------ |
|      | 1    | Black Star Dragon Ball Saga | 16     | 7 tháng 2, 1996 – 19 tháng 6, 1996   |
|      | 2    | Baby Saga                   | 24     | 26 tháng 6, 1996 – 5 tháng 3, 1997   |
|      | 3    | Super Android 17 Saga       | 7      | 12 tháng 3, 1997 – 4 tháng 6, 1997   |
|      | 4    | Shadow Dragon Saga          | 17     | 11 tháng 6, 1997 – 19 tháng 11, 1997 |

| Lưu ý | Lưu ý | Lưu ý | Lưu ý | Lưu ý | Lưu ý |
| --- | ----- | ----- | ----- | ----- | ----- |
| Tên một số tập phim bằng tiếng Việt trong bài viết này không phải là tên chính thức do bản dịch phát hành tại Việt Nam không đảm bảo về độ chính xác và tính thống nhất |       |       |       |       |       |

## Danh sách tập

### Mùa 1: Black Star Dragon Ball Saga (1-16)
| #  | Tên tập phim | Ngày phát sóng gốc  |
| -- | --- | ------------------- |
| 1  | "Những viên Ngọc Rồng bí ẩn xuất hiện!! Goku bị biến thành trẻ con!?" "Nazo no Doragon Bōru Shutsugen!! Gokū ga Kodomo ni!?" (謎のDB出現!!悟空が子供に!?) | 7 tháng 2 năm 1996  |
| 2  | "Cháu là nhân vật chính! Pan khởi hành vào vũ trụ!!" "Shuyaku wa Watashi! Pan Uchū ni Tobitatsu!!" (主役は私!パン宇宙に飛び立つ!!)                        | 14 tháng 2 năm 1996 |
| 3  | "Những con người siêu tham lam!! Imegga, hành tinh của những thương nhân" "Chō Gametsui!! Shōnin no Wakusei Imegga" (超ガメツイ!!商人の惑星イメッガ)      | 21 tháng 2 năm 1996 |
| 4  | "Bị truy nã!! Goku có tên trong danh sách truy nã!?" "Wonteddo!! Gokū ga Shimei Tehai!?" (ウォンテッド!!悟空が指名手配!?)                                 | 28 tháng 2 năm 1996 |
| 5  | "Kẻ địch mạnh xuất hiện!! Vệ sĩ Redjic!!" "Tsuyoi Yatsu Mikke!! Yōjinbō Rejikku" (強いヤツ見っけ!!用心棒レジック)                                         | 6 tháng 3 năm 1996  |
| 6  | "Chỉ đau một chút thôi!? Goku làm nha sĩ!" "Chotto Itee Zo!? Gokū no Haisha" (ちょっとイテえぞ!?悟空の歯医者)                                             | 13 tháng 3 năm 1996 |
| 7  | "Cục cưng yêu dấu!? Cô dâu là Trunks" "Itoshi no Hanī!? Hanayome wa Torankusu" (愛しのハニー!?花嫁はトランクス)                                           | 20 tháng 3 năm 1996 |
| 8  | "Goku ra tay!! Sức mạnh thật sự của đôi râu" "Gokū mo Dokkan!! Ohige Pawā Zenkai" (悟空もドッカン!!おヒゲパワー全開)                                      | 17 tháng 4 năm 1996 |
| 9  | "Không xong rồi!! Goku đâm đầu vào hành tinh cạm bẫy!?" "Shimatta!! Gokū Tobikomu Wana no Hoshi!?" (シマッタ!!悟空飛び込む罠の星!?)                       | 24 tháng 4 năm 1996 |
| 10 | "Đòn tấn công nhảy múa!? Bonpappa!!" "Ototte Atakku!? Bonpappa -- !!" (踊ってアタック!?ボンパッパー!!)                                                    | 1 tháng 5 năm 1996  |
| 11 | "Lời nguyền của Lood!? Pan bị biến thành búp bê!" "Rūdo no Noroi!? Ningyō ni Sareta Pan" (ルードの呪い!?人形にされたパン)                                 | 8 tháng 5 năm 1996  |
| 12 | "Thần Lood chuyển mình!! Chiến binh Ruudo!" "Kami no Otsuge wa Chō-Meiwaku!! Rūdo Kidō" (神のお告げは超迷惑!!ルード起動)                                  | 15 tháng 5 năm 1996 |
| 13 | "Kẻ sau bức màn! Bác học bí ẩn Mu!" "Koitsu ga Oyadama!? Nazo no Kagaku-Sha Myū" (こいつが親玉!?謎の科学者ミュー)                                         | 22 tháng 5 năm 1996 |
| 14 | "Liệu mọi chuyện sẽ tốt đẹp!? Hạ gục Lood!" "Rizumu de Bacchiri!? Rūdo Kōryaku!!" (リズムでバッチリ!?ルード攻略!)                                         | 5 tháng 6 năm 1996  |
| 15 | "Mình không chịu nổi nữa!! Pan! Mau chạy đi!" "Mou Gure te Yaru!! Pan no Iede!?" (もうグレてやる!!パンの家出!?)                                           | 12 tháng 6 năm 1996 |
| 16 | "Hành tinh máy móc M2! Gill là gián điệp!?" "Mashin Wakusei M2... Uragiri no Giru!?" (マシン惑星M2...裏切りのギル!?)                                      | 19 tháng 6 năm 1996 |

### Mùa 2: Baby Saga (17-40)
| #  | Tên tập phim | Ngày phát sóng gốc   |
| -- | --- | -------------------- |
| 17 | "Để đó cho Pan! Cuộc giải cứu Goku!!" "Pan ni Omakase! Gokū kyū shutsu sakusen!!" (パンにおまかせ!悟空救出作戦!!)                               | 26 tháng 6 năm 1996  |
| 18 | "Cái này không có trong dữ liệu! Goku vô cùng đáng sợ!" "Dēta Nya Nai Ze!! Gokū no Chō-honki" (データにゃないぜ!!悟空の超本気)                  | 10 tháng 7 năm 1996  |
| 19 | "Trận chiến bắt đầu!! Rild - Mutant hùng mạnh!" "Shutsujin!! Saikyō myūtanto Rirudo" (出陣!!最強ミュータント·リルド)                            | 17 tháng 7 năm 1996  |
| 20 | "Thật bất ngờ!! Sóng thần kim loại tấn công Goku!" "Tamageta zo!! Gokū o osou kinzoku tsunami" (たまげたぞ!!悟空を襲う金属津波)                 | 31 tháng 7 năm 1996  |
| 21 | "Sao lại như thế được!! Goku bị biến thành kim loại!" "Nante kotta!! Kinzokuban ni natta Gokū" (何てこった!!金属板になった悟空)                 | 14 tháng 8 năm 1996  |
| 22 | "Âm mưu bị bại lộ!! Ác quỷ đội lốt trẻ sơ sinh!" "Abakareta yabō!! Ja-aku seimeitai Bebī" (暴かれた野望!!邪悪生命体ベビー)                      | 21 tháng 8 năm 1996  |
| 23 | "Nguy hiểm ẩn mình!? Chiếc phi thuyền gặp nạn và cậu bé bí ẩn!" "Kakusareta Kiki!? Nanbasen to Nazo no Shōnen" (隠された危機!?難破船と謎の少年) | 28 tháng 8 năm 1996  |
| 24 | "Đòn phản công của Baby!! Cuộc săn lùng người Saiyan!!" "Bebī gyaku shū!! Nerawareta Saiyajin!!" (ベビー逆襲!!狙われたサイヤ人!!)               | 4 tháng 9 năm 1996   |
| 25 | "Không xong rồi!! Baby xuất hiện ở Trái Đất!" "Taihen da!! Chikyū ni Bebī ga Arawareta" (大変だ!!地球にベビーが現れた)                          | 16 tháng 10 năm 1996 |
| 26 | "Gohan và Goten... Trận chiến khó nhằn của hai anh em!?" "Gohan to Goten... Sai-aku no kyōdai Genka!?" (悟飯と悟天...最悪の兄弟ゲンカ!?)        | 30 tháng 10 năm 1996 |
| 27 | "Kế hoạch đã hoàn thành!? Vegeta bị chiếm thân xác!!" "Yabō kansei!? Nottorareta Bejīta" (野望完成!?乗っ取られたベジータ)                       | 6 tháng 11 năm 1996  |
| 28 | "Ngày về của Goku... Cả Trái Đất đều là kẻ thù của mình!?" "Gokū kaeru... Chikyū wa zenbu ora no teki!?" (悟空帰る...地球は全部オラの敵!?)      | 13 tháng 11 năm 1996 |
| 29 | "Đại họa rồi!? Ngay cả Super Saiyan 3 mà cũng thảm bại!!" "Chō Yabai!? Sūpā Saiyajin Surī yabureru!!" (超ヤバイ!?超サイヤ人3敗れる!!)           | 27 tháng 11 năm 1996 |
| 30 | "Goku bị tiêu diệt!? Mình chết thật rồi sao" "Gokū Shōmetsu!? Ora wa Shinjimatta" (悟空消滅!?オラは死んじまっただ)                              | 4 tháng 12 năm 1996  |
| 31 | "A! Ngạc nhiên chưa!? Không gian Sugoroku bị sụp đổ!" "Atto odoroku!? Suguroku kūkan dai hōkai" (アッと驚く!?スゴロク空間大崩壊)                | 11 tháng 12 năm 1996 |
| 32 | "Goku trở lại!! Uub, chiến binh của thịnh nộ!" "Gokū o kaese!! Ikari no senshi Ūbu" (悟空を返せ!!怒りの戦士ウーブ)                              | 8 tháng 1 năm 1997   |
| 33 | "Nhận lấy này Baby! Sát chiêu mới của Uub!!" "Kurae Bebī!! Shinsei Ūbu hissatsu kōsen!!" (くらえベビー!新生ウーブ必殺光線!!)                    | 15 tháng 1 năm 1997  |
| 34 | "Biến hình thất bại!? Cơn thịnh nộ của khỉ đột khổng lồ!!" "Henshin Shippai!? Gokū no Ōzaru dai abare!!" (変身失敗!?悟空の大ザル大暴れ!!)       | 22 tháng 1 năm 1997  |
| 35 | "Kẻ mạnh nhất! Son Goku trở thành Super Saiyan cấp 4!!" "Saikyō! Gokū ga sūpā Saiya-jin Fō ni!!" (最強!!悟空が超サイヤ人4に!!)                  | 29 tháng 1 năm 1997  |
| 36 | "Quái vật bất tử!? Quái vật khỉ đột khủng khiếp Baby!" "Fujimi no kaibutsu!? Kyōaku ōzaru bebī" (不死身の怪物!?凶悪大ザルベビー)                | 5 tháng 2 năm 1997   |
| 37 | "Kết cục bất ngờ!! Baby và Goku cùng gục ngã!!" "Sōzetsu!! Bebī to Gokū Daburu Keī Ō!!" (壮絶!!ベビーと悟空ダブルKO!!)                          | 12 tháng 2 năm 1997  |
| 38 | "Cả nhà cùng chung sức... Super Saiyan 4 hồi phục!!" "Minna no pawā de... Sūpā saiya-jin Fō fukkatsu" (みんなの力で...超サイヤ人4復活)          | 19 tháng 2 năm 1997  |
| 39 | "Kết thúc trận chiến! Baby cuối cùng cũng bị tiêu diệt!!" "Kore de Saigo da! Tsui ni bebī shōmetsu" (これで最後だ!ついにベビー消滅)             | 26 tháng 2 năm 1997  |
| 40 | "Ngày Trái Đất nổ tung!! Quyết định cuối cùng của Piccolo!" "Chikyū Bakuhatsu!! Pikkoro no Jūdaina Ketsui" (地球爆発!!ピッコロの重大な決意)     | 5 tháng 3 năm 1997   |

### Mùa 3: Super Android 17 Saga (41-47)
| #  | Tên tập phim | Ngày phát sóng gốc  |
| -- | --- | ------------------- |
| 41 | "Đại hội võ thuật Đệ Nhất Võ Đạo! Ai sẽ là truyền nhân của Satan?" "Tenkaiichi budōkai. Satan no kōkeisha wa dare" (天下一武道会 サタンの後継者は誰)              | 12 tháng 3 năm 1997 |
| 42 | "Chết đi Goku!! Những kẻ thù hùng mạnh trở về từ Địa ngục!" "Shine Gokū!! Jigoku kara yomigaeru kyōteki-tachi" (死ね悟空!!地獄から蘇る強敵たち)                   | 16 tháng 4 năm 1997 |
| 43 | "Những chiến binh độc ác của Địa Ngục! Cell và Frieza hồi sinh!" "Jigoku no masenshi! Seru & Furīza fukkatsu" (地獄の魔戦士!セル&フリーザ復活)                    | 23 tháng 4 năm 1997 |
| 44 | "Android tối thượng! Hai Số 17 hợp thể!" "Kyūkyoku Jinzō-ningen! Futari no 17-gō gattai" (究極の人造人間!二人の17号合体)                                          | 30 tháng 4 năm 1997 |
| 45 | "Khẩn trương nào Goku!! Một phương án để thoát khỏi Địa Ngục!" "Isoge Gokū!! Jigoku kara no dassutsu daisakusen" (急げ悟空!!地獄からの脱出大作戦)                 | 14 tháng 5 năm 1997 |
| 46 | "Quyết đấu!! Super Saiyan 4 đấu với Siêu Số 17!!" "Gekitō!! Sūpā Saiyajin 4 VS Sūpā 17-gō" (激突!!スーパーサイヤ人4 vs. スーパー17号)                             | 28 tháng 5 năm 1997 |
| 47 | "Màn lội ngược dòng ngoạn mục! Đòn kết hợp bùng nổ của Goku và Số 18!" "Daigyakuten! Gokū to 18-gō no nidan kōgeki sakuretsu" (大逆転!悟空と18号の二段攻撃さく裂) | 4 tháng 6 năm 1997  |

### Mùa 4: Shadow Dragon Saga (48-64)
| #  | Tên tập phim | Ngày phát sóng gốc   |
| -- | --- | -------------------- |
| 48 | "Thật là bất ngờ! Rồng Thần là kẻ thù của chúng ta sao!?" "Kore wa Bikkuri! Shenron ga teki ni?!" (これはビックリ!神龍が敵に?!)                     | 11 tháng 6 năm 1997  |
| 49 | "Kẻ địch mạnh nhất!? Quái vật rồng chơi bẩn đáng sợ!" "Saikyō no teki!? Kyōfu no urawaza o tsukau ryū" (最強の敵?!恐怖の裏ワザを使う龍)             | 18 tháng 6 năm 1997  |
| 50 | "Sức mạnh Saiyan bị đánh bại!? Rồng Sấm Sét Wu Xing Long!" "Saiya pawā gyokusai!? Denkijū Ūshinron" (サイヤパワー玉砕!?電気獣五星龍)                | 25 tháng 6 năm 1997  |
| 51 | "Liu Xing Long! Tìm điểm yếu của cơn lốc xoáy!" "Ryū Shinron! Daitatsumaki kogeki no jakuten o sakase" (六星龍!大竜巻攻撃の弱点を探せ)              | 2 tháng 7 năm 1997   |
| 52 | "Cẩn thận đấy Pan! Vũ khí bí mật của Qui Xing Long!" "Pan abune! Chii-Shinron nottote oki" (パンあぶねぇ!七星龍のとっておき)                        | 9 tháng 7 năm 1997   |
| 53 | "Vĩnh biệt Pan!? Đòn Kamehameha gấp 10 lần đẫm nước mắt!" "Pan ga shōmetsu!? Namida no 10-bai Kamehameha" (パンが消滅!?涙の10倍かめはめ波)          | 16 tháng 7 năm 1997  |
| 54 | "Sức mạnh nóng rực 6000 độ C! Chiến binh của mặt trời!" "Sesshi Rokusen-do no pawā! Taiyō no Senshi" (摂氏6000度のパワー!太陽の戦士)                | 6 tháng 8 năm 1997   |
| 55 | "Bulma ra tay! Kế hoạch cải tạo Vegeta!" "Buruma ugoku! Bejīta Kaizō keikaku" (ブルマ動く!ベジータ改造計画)                                         | 13 tháng 8 năm 1997  |
| 56 | "Sau mặt trời là băng giá! Anh em rồng băng lửa!" "Taiyō no tsugi wa kokukan! Honō to Kōri no kyōdai ryū" (太陽の次は極寒!炎と氷の兄弟龍)           | 20 tháng 8 năm 1997  |
| 57 | "Đối thủ với sức mạnh khủng khiếp!! Kẻ đứng đầu các Quỷ Rồng!!" "Tsuyosa Attō Teki!! Jaaku Ryū o shihai suru ryū" (強さ圧倒的!!邪悪龍を支配する龍)  | 3 tháng 9 năm 1997   |
| 58 | "Phản công trở lại! Vượt qua cả Super Saiyan 4!" "Hangeki Kaishi! Sūpā-saiyajin 4 o koero" (反撃開始!スーパーサイヤ人4を超えろ)                     | 10 tháng 9 năm 1997  |
| 59 | "Bạn hay thù... Khỉ Đột Vegeta nổi cơn thịnh nộ!" "Teki-ka mikata-ka... Ōzaru bejiita Ō Abare" (敵か味方か...大猿ベジータ大暴れ)                    | 17 tháng 9 năm 1997  |
| 60 | "Hợp thể!! Super Saiyan 4 Gogeta tối thượng trình diện!!" "Fyū-jon!! Kyuukyoku no Sūpā Gojīta" (フュージョン!!究極のスーパーゴジータ)               | 22 tháng 10 năm 1997 |
| 61 | "Ta nhất định sẽ thắng! Goku nuốt viên Ngọc Rồng 4 sao!" "Zettai Katsu zo! Suushichū o kūta Gokū" (絶対勝つぞ!四星球を食った悟空)                   | 29 tháng 10 năm 1997 |
| 62 | "Giải cứu Goku! Đồng minh cuối cùng xuất hiện!" "Gokū o Sukue!! Saigo no Mikata Tōjō" (悟空を救え!最後の味方登場)                                   | 5 tháng 11 năm 1997  |
| 63 | "Điều kỳ diệu đến sau chiến thắng!! Goku, hãy cứu lấy Vũ Trụ!!" "Kiseki no Gyakuten Shōri!! Uchū o Sukutta Gokū" (奇跡の逆転勝利!!宇宙を救った悟空) | 12 tháng 11 năm 1997 |
| 64 | "Tam biệt, Goku... Cho đến ngày chúng ta gặp lại!!" "Saraba Gokū... Mata Au Hi Made" (さらば悟空...また逢う日まで)                                  | 19 tháng 11 năm 1997 |